# Крушковача (Цетинград)
Крушковача је насељено место у општини Цетинград, на Кордуну, Карловачка жупанија, Република Хрватска.

## Географија
Крушковача се налази око 8 км јужно од Цетинграда.

## Историја
Крушковача се од распада Југославије до августа 1995. године налазила у Републици Српској Крајини. До територијалне реорганизације у Хрватској налазила се у саставу бивше велике општине Слуњ.

## Становништво
Према попису становништва из 2011. године, насеље Крушковача је имало 46 становника.

### Број становника по пописима
| Националност   | 2001. | 1991. | 1981. | 1971. | 1961. | 1953. | 1948. | 1931. | 1921. | 1910. | 1900. | 1890. | 1880. | 1869. | 1857. |
| бр. становника | 108   | 419   | 544   | 310   | 333   | 356   | 396   | 621   | 594   | 672   | 593   | 736   | 1.012 | 966   | 749   |

- напомене:

У 1880. садржи део података насеља Боговоља. У 2001. смањено издвајањем насеља Кестење, Луке и Средње Село. У 1869., 1880., 1981. и 1991. садржи податке за насеље Кестење. У 1880. садржи податке за насеље Трнови. До 1931. те у 1981. и 1991. садржи податке за насеља Луке и Средње Село.

## Попис1991.
На попису становништва 1991. године, насељено место Крушковача је имало 419 становника, следећег националног састава:
| Попис 1991.‍  | Попис 1991.‍  | Попис 1991.‍ | Попис 1991.‍ | Попис 1991.‍ |
| ------------ | ------------ | ----------- | ----------- | ----------- |
|              |              |             |             |             |
| Хрвати       | Хрвати       |             | 400         | 95,46%      |
| Срби         | Срби         |             | 8           | 1,90%       |
| Југословени  | Југословени  |             | 2           | 0,47%       |
| Македонци    | Македонци    |             | 1           | 0,23%       |
| Муслимани    | Муслимани    |             | 1           | 0,23%       |
| остали       | остали       |             | 1           | 0,23%       |
| неопредељени | неопредељени |             | 1           | 0,23%       |
| непознато    | непознато    |             | 5           | 1,19%       |
| укупно: 419  |              |             |             |             |